# Qohaito
Qohaito (também conhecida como Koloe) foi uma cidade axumita, na atual Zoba de Debub (Sul) na Eritreia. Inicialmente foi um assentamento pré-axumita que prosperou durante o período Axumita. A cidade estava localizada a mais de 2.500 metros acima do nível do mar, em um planalto alto à beira do Grande Vale do Rift. Até 2011, as ruínas de pedra de Qohaito ainda não tinham sido escavadas. A antiga cidade portuária de Adulis fica a leste, enquanto Matara fica ao sul.

## Histórico
A arte rupestre perto de Qohaito parece indicar que a área era habitada desde o quinto milênio a.C., já a cidade sobreviveu até o século VI d.C. O monte Soira, a montanha mais alta da Eritreia fica nas proximidades.
Qohaito é identificada por alguns autores como a cidade de Koloe descrita no Périplo do Mar Eritreu, um documento greco-romano datado do final do primeiro século de nossa era. O assentamento prosperou como uma parada na rota comercial entre Adulis e Axum. Acredita-se que as culturas eram intercaladas com os edifícios da cidade. Entre os antigos edifícios incluíam o templo pré-cristão de Mariam Wakino e a barragem (Dam) de Sahira, que acredita-se ser pré-Axumita.
Entre o século IX a.C. e o século V d.C., na chamada Era Adulita, Qohaito se tornou um importante centro comercial e de trocas com Adúlis e por extensão com a Grécia e o Egito.
A região das terras altas ao redor de de Qohaito permaneceu uma região Tigrés até o presente, mas após a queda de Axum, grupos Saho (povos de língua cuxita) se mudaram para a maioria das áreas de altitude média e baixa, incluindo as planícies costeiras de Zula a Irafaile, no leste da escarpa e na planície de Hazano ao longo do rio Mareb. No século XIV, esses grupos Saho passaram a se estabelecer também nas terras altas, de Qohaito até Senafe, onde se apropriaram dos antigos centros de civilização e se misturavam com a população existente. Talvez devido à presença dos Saho, a região ficou isolada do resto das terras altas centrais, não prestou homenagem aos governantes da Abissínia durante os séculos XVI, XVII e XVIII, mantendo uma independência feroz e se engajando em contínuas escaramuças com a antiga província de Serae sobre pastagens ao longo do Mareb.

## Arqueologia
As ruínas de Qohaito foram localizadas pela primeira vez em 1868, em uma expedição comandada por Clements Markham da Real Sociedade de Geografia de Londres. No entanto, na época foram erroneamente identificadas como um "depósito grego". Depois disso Qohaito permaneceu inexplorado até que uma equipe do Museu Nacional da Eritreia conduziu uma pesquisa sistemática e inventário entre os anos de 1996 e 1998, quando notou-se que algumas partes foram modificadas ou "arruinadas" pelos habitantes nas décadas anteriores.